# Laredo Heat
Laredo Heat é uma agremiação esportiva da cidade de Laredo, Texas.  Atualmente disputa a National Premier Soccer League.

## História
Fundado em 2004, a equipe disputou a Premier Development League entre 2004 e 2015. Na PDL a equipe foi campeã em 2007.
Após a temporada 2015, o time permanece em hiato até a temporada 2018, quando retorna as atividades e entra na NPSL.

## Títulos
Campeão Invicto
| NACIONAIS      | NACIONAIS                  | NACIONAIS | NACIONAIS  |
|                | Competição                 | Títulos   | Temporadas |
| -------------- | -------------------------- | --------- | ---------- |
| Estados Unidos | Premier Development League | 1         | 2007       |

## Estatísticas

### Participações
|  | Participações em 2018 |

| Competição     | Competição                     | Temporadas | Melhor campanha    | Estreia | Última | P | R |
| Estados Unidos | National Premier Soccer League | 1          | Estreia (2018)     | 2018    | 2018   |   | – |
| Estados Unidos | Lamar Hunt U.S. Open Cup       | 5          | Quarta Fase (2014) | 2006    | 2015   |   | – |